# Aeroportul Fort St. John
Aeroportul Fort St. John (IATA: YXJ, ICAO: CYXJ) este un aeroport din Columbia Britanică, Canada ce deservește zona Fort St. John⁠(d). Aeroportul a fost tranzitat în 2019 de 318.968 de pasageri.
Situat la o altitudine de 695 m, aeroportul dispune de 1 pistă.

## Infrastructură

### Piste
Aeroportul dispune de o singură pistă. Pista are orientarea 02/20. 